# Chaumont Volley-Ball 52 Haute-Marne 2017-2018
Questa voce raccoglie le informazioni riguardanti lo Chaumont Volley-Ball 52 Haute-Marne nelle competizioni ufficiali della stagione 2017-2018.

## Organigramma societario
Area direttiva
- Presidente: Bruno Soirfeck

Area tecnica
- Allenatore: Silvano Prandi
- Allenatore in seconda: Ludovic Kupiec

## Rosa
| N° | Nome                   | Ruolo | Data di nascita   | Nazionalità sportiva |
| -- | ---------------------- | ----- | ----------------- | -------------------- |
| 1  | Yacine Louati          | S     | 4 marzo 1992      | Francia              |
| 2  | Michael Saeta          | P     | 19 aprile 1984    | Stati Uniti          |
| 3  | Daniel Jansen VanDoorn | C     | 21 marzo 1990     | Canada               |
| 4  | Javier González        | P     | 21 gennaio 1983   | Italia               |
| 6  | Wassim Ben Tara        | O     | 3 agosto 1996     | Tunisia              |
| 7  | Jonas Aguenier         | C     | 28 aprile 1992    | Francia              |
| 8  | Sauli Sinkkonen        | C     | 14 settembre 1989 | Finlandia            |
| 9  | Stéphen Boyer          | O     | 10 aprile 1996    | Francia              |
| 10 | Nikola Mijailović      | S     | 8 agosto 1989     | Serbia               |
| 12 | Bruno Lima             | S/O   | 4 gennaio 1996    | Argentina            |
| 14 | Jérémie Mouiel         | L     | 4 maggio 1995     | Francia              |
| 15 | Bryan Duquette         | L     | 15 novembre 1991  | Canada               |
| 16 | Kévin Rodriguez        | C     | 13 novembre 1994  | Francia              |
| 18 | Francesco De Marchi    | S     | 17 giugno 1986    | Italia               |